# Oningis crassus
Oningis crassus är en spindelart som beskrevs av Bryant 1943. Oningis crassus ingår i släktet Oningis och familjen hoppspindlar. Inga underarter finns listade i Catalogue of Life.